# Oltea Șerban-Pârâu
Oltea Șerban-Pârâu este manager cultural, muzicolog și jurnalist cultural.
Oltea Șerban-Pârâu are o consistentă experiență în managementul cultural și în presa românească, începând cu radioul și presa scrisă și încheind cu televiziunea și presa culturală on line.
Este deținătoarea unui doctorat în muzicologie la Universitatea Națională de Muzică din București, este membră a Uniunii Compozitorilor și Muzicologilor din România, a Uniunii Criticilor Muzicali "Mihail Jora" și a Asociației Române a Femeilor în Artă.   
Activitatea ei publicistică se traduce în mii de articole publicate în presa scrisă, majoritatea pe teme muzicale, în mii de minute de emisiuni și programe de radio și în numeroase emisiuni și apariții TV.
A fost distinsă cu mai multe premii, printre care Premiul pentru originalitatea profilului radiofonic al Consiliului Național al Audiovizualului, Premii pentru publicistică ale Uniunii Compozitorilor și Muzicologilor din România.
A scris volumele Poveste din România de azi – Orchestrele Naționale de Tineret. Primii 10 ani (Editura Nemira, București, 2019), De vorbă cu Ruxandra Donose,  (Editura Operei Naționale București, București, 2014). Este semnatara traducerii și a articolelor originale privind compozitorii români pentru Larousse – Dicționar de mari muzicieni – și a celor din secțiunea muzicală a Micului dicționar enciclopedic. O fișă completă ar cuprinde și o intensă activitate de consilier muzical, artistic și de presă al unor instituții muzicale și festivaluri naționale și internaționale prestigioase, coordonarea redacțională a unor publicații muzicale, participări în jurii ale unor importante competiții muzicale naționale și internaționale, activitatea de producător de apariții discografice, de spectacole complexe , de coordonator artistic al unor turnee și proiecte culturale precum Pianul călător, Duelul viorilor, Vioara lui Enescu, Flautul fermecat, Orgile României, O harpă de poveste, Cele trei dive, COOLsound, Clasic la puterea a treia, Turneul Național Teodora Gheorghiu, turneul Gala aniversară Ruxandra Donose 30 etc. iar în online COOLsound 100 – Scena virtuală a muzicii clasice românești și Aplauze pentru poet .
A condus timp de șapte ani postul particular Radio Romantic (1995-2002), iar între 2005 și 2013 a condus postul public Radio România Cultural. Între 2013 și 2015 a condus Centrul Cultural Media Radio România, structură ce a cuprins toate entitățile cu activitate, misiune și vocație culturală din Societatea Română de Radiodifuziune, calitate în care a coordonat Târgul de Carte Gaudeamus, activitatea Editurii Casa Radio, Festivalul Internațional al Orchestrelor Radio - RADIRO și Festivalul Internațional grand Prix Nova. Din 2009 și până în 2015 a fost director artistic al Orchestrelor și Corurilor Radio.
După 2016 a deținut funcția de consilier în management și editor la Radio România și a activat în calitate de consultant artistic în domeniul cultural public și privat din România și manager cultural independent.